# Starołozuwatka
Starołozuwatka (ukr. Старолозуватка) – wieś na Ukrainie, w obwodzie dniepropetrowskim, w rejonie synelnykowskim, w hromadzie Iłarionowe. W 2001 liczyła 289 mieszkańców, spośród których 269 wskazało jako ojczysty język ukraiński, 9 rosyjski, 1 mołdawski, 1  białoruski, 8 ormiański, a 1 inny.